# Wacław Niepokólczycki
Wacław Niepokólczycki (ur. 14 maja 1929 w Wilnie, zm. 17 maja 2001) – tłumacz literatury anglojęzycznej.

## Życiorys
W czasie II wojny światowej wywieziony do Kazachstanu. Opuścił Związek Radziecki z Armią Andersa. Po wojnie powrócił do Polski. Ukończył filologię angielską na Katolickim Uniwersytecie Lubelskim. W latach 1953–1956 pracował w Instytucie Wydawniczym PAX. Był członkiem warszawskiego oddziału Stowarzyszenia Pisarzy Polskich. Tłumaczył przede wszystkim prozę, w tym także powieści sensacyjne, kryminalne i fantastykę.
Mąż Anny Lisowskiej-Niepokólczyckiej, pisarki. Syn Franciszka Niepokólczyckiego.

## Wybrane tłumaczenia
- Evelyn Waugh Mała przechadzka pana Lovedaya i inne smutne opowiadania, 1957
- Robert Graves Córka Homera, 1958
- Joyce Cary Kostur pielgrzyma, 1959
- Stephen Crane Szalupa i inne opowiadania, 1959
- Evelyn Waugh Helena, 1960
- Vicki Baum Pisane na wodzie, 1962
- Allardyce Nicoll Dzieje dramatu: od Ajschylosa do Anouilha, 1962
- Rolf Boldrewood Napad z bronią w ręku: Powieść o życiu i przygodach w buszu i na polach złotodajnych Australii, 1962
- Dashiell Hammett Sokół maltański, 1963
- Philip Roth  Goodbye, Columbus, 1964
- Doris Lessing Pokój nr 19, 1966
- William Golding Władca much, 1967
- Erle Stanley Gardner Zamknięty krąg, 1968
- Stephen Crane Błękitny hotel. Opowiadania, 1969
- Brendan Behan Ucieczka, 1970
- L. Sprague de Camp Duchy, gwiazdy i czary, 1970
- Farley Mowat Wyprawy wikingów: dawni Normanowie w Grenlandii i Ameryce Północnej, 1972
- Raymond Chandler Wysokie okno, 1974
- Peter Foote Wikingowie, 1975
- Henry Roth Nazwij to snem, 1975
- Irwin Shaw Pogoda dla bogaczy, 1976
- Kurt Vonnegut Pianola, 1977
- Ross Macdonald Śpiąca królewna, 1978
- Jack Schaefer Pierwsza krew, 1979
- William Faulkner Requiem dla zakonnicy, 1980
- Ross Macdonald Sprawa Galtona, 1980
- Harry Harrison Planeta śmierci, 1982
- James McClure Lamparty północy, 1984
- Dashiell Hammett Osmalona fotografia; Idiotyczna sprawa, 1988
- Dashiell Hammett Złota podkowa, 1988
- Saul Bellow Przypadki Augie’ego Marcha, 1990
- Colin Forbes Grecki klucz, 1991
- Joan Lindsay Piknik pod wiszącą skałą, 1991
- Clive Cussler Skarb, 1992
- Raymond Chandler Tajemnice Poodle Springs, 1993
- John Irving Metoda wodna, 1993
- Kingsley Amis Stanley i kobiety, 1995
- James Michener Powieść, 1995
- Tom Wolfe Ognisko próżności, 1996
- John Maxwell Coetzee Mistrz z Petersburga, 1997
- Phillip Margolin Dzika sprawiedliwość, 2001

## Literatura
- Polscy pisarze współcześni. Informator 1944-1970, opracował Lesław M. Bartelski, Warszawa 1972.
- Leszek Engelking, Wacław Niepokólczycki. Wspomnienie. „Gazeta Wyborcza”, dodatek „Gazeta Stołeczna”, nr z 5 IX 2001.
- Leszek Engelking, Wacław Niepokólczycki. „Tygiel Kultury” 2001, nr 7-9.